# Мінський метрополітен

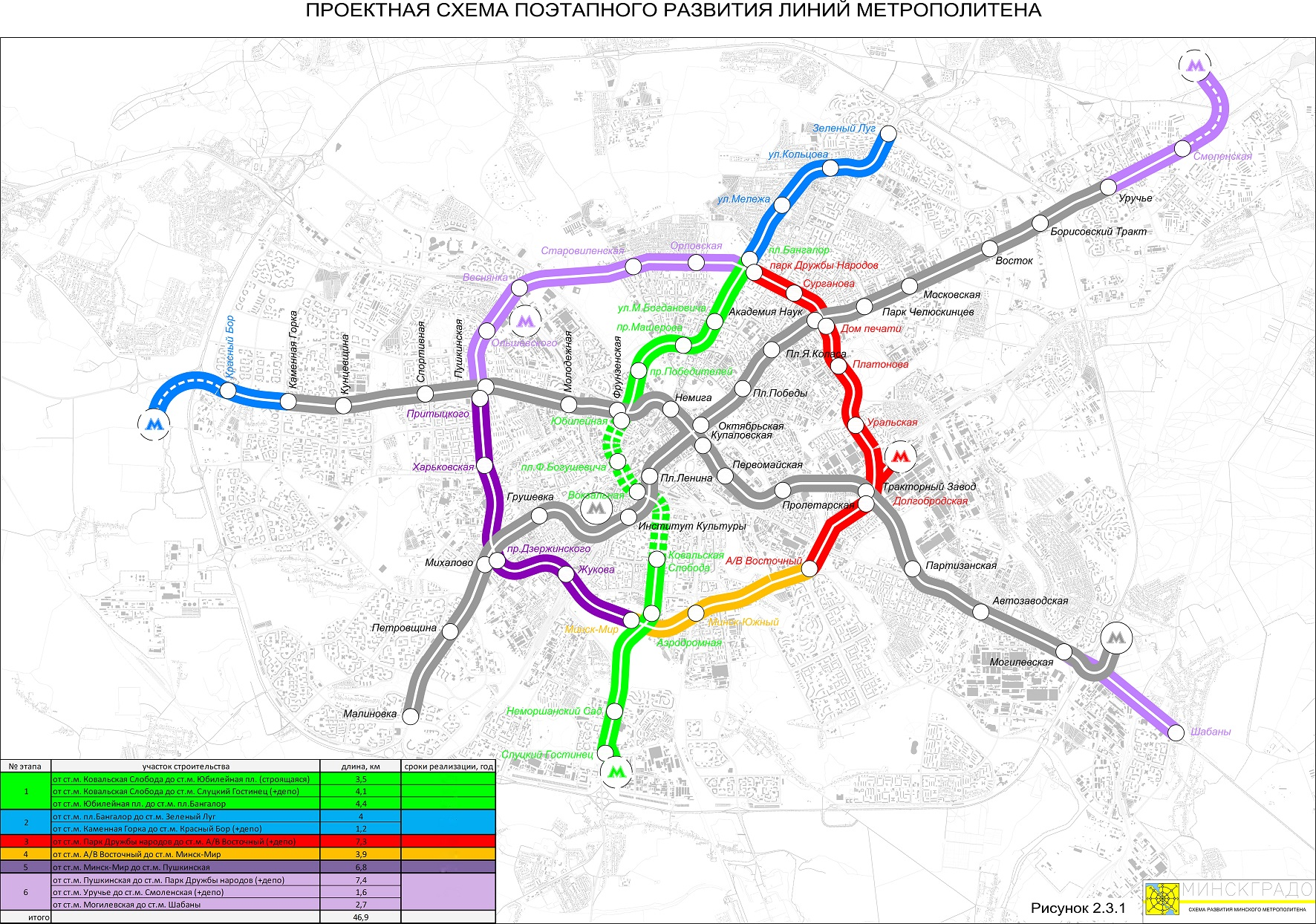
Схема Мінського метрополітену, (2016)

Мінський метрополітен (біл. Менскі мэтрапалітэн) — один із видів міського транспорту в Мінську, є єдиним метрополітеном в Білорусі.

## Історія
План побудови Мінського метрополітену був затверджений Радою Міністрів Білоруської РСР 4 лютого 1974 року. 3 травня 1977 року у Мінську почалися роботи з побудови нового виду транспорту. 29 червня 1984 року відбулося офіційне відкриття метрополітену, а з 30 червня 1984 року був відкритий регулярний рух поїздів від станції «Маскоўская» до станції «Інстытут Культуры» Московської лінії. 1985 року почалися роботи з побудови 2-ї лінії метро від станції «Фрунзенская» до станції «Трактарны завод». У 1990 році цією лінією розпочався регулярний рух поїздів.

## Московська лінія
Будівництво першої лінії Мінського метрополітену почалося 3 травня 1977 року, коли в районі майбутньої станції були розпочаті роботи. Перша черга будівництва включала в себе 8 станцій: «Маскоўская», «Парк Чалюскінцаў», «Акадэмія Навук», «Плошча Якуба Коласа», «Плошча Перамогі», «Кастрычніцкая», «Плошча Леніна» і «Інстытут Культуры». Регулярний рух поїздів цією дільницею був відкритий 30 червня 1984 року.
За два роки, 31 грудня 1986 року, була відкрита станція «Усход», після чого на першій лінії нічого не будувалося більш ніж 20 років.
7 листопада 2007 року відкриті дві станції Московської лінії — «Уручча» та «Барысаўскі тракт».
7 листопада 2012 року відкриті три станції Московської лінії — «Грушаўка», «Міхалова» і «Пятроўшчына».
3 червня 2014 року відкрита станція «Малінаўка».

## Автозаводська лінія
Проєктування другої лінії мінського метро розпочалося на початку 1980-х років. Планувалося побудувати 15 станцій, які повинні були сполучити Заводський район з «Чырвоным Борам». Будівництво першої черги Автозаводської лінії розпочалося у 1984 році. 31 грудня 1990 року ця ділянка була відкрита. До її складу ввійшли «Фрунзенская», «Няміга», «Купалаўская», «Пралетарская» і «Трактарны Завод». У березні 1991 року, на три місяці пізніше решти станцій була відкрита станція «Першамайская».
3 липня 1995 року лінія була подовжена на захід з відкриттям двох станцій: «Маладзёжная» та «Пушкінская».
7 листопада 1997 року були відкриті ще дві станції на сході лінії: «Аўтазаводская» та «Партызанская».
5 вересня 2001 року відкрита станція «Магілёўская», а за два роки, 1 вересня 2003 року, було побудоване електродепо «Магілёўскае».
7 листопада 2005 року відкрита остання на сьогодні ділянка Автозаводської лінії — станції «Спартыўная», «Кунцаўшчына» і «Каменная Горка».

## Зеленолузька лінія
Будівництво розпочалося ще у 2014 році. Перша черга мала відчинити свої двері у 2017 році, але згодом відкриття перенесли спочатку на 2019 рік, а згодом і на 2020 рік. 2020 року відкриття було заплановане на 9 серпня (день виборів), але воно було перенесено через невстигання, а потім ще й через народні протести. Перша черга  («Юбілейная Плошча», «Плошча Францішка Багушэвіча», «Вакзальная» та «Кавальская Слабада») відкрита для обслуговування пасажирів 7 листопада 2020 року. Нею курсують поїзди спільної білорусько-швейцарської компанії Stadler Rail.
Станція «Вакзальная» є пересадковою зі станцією «Плошча Леніна». Станція «Юбілейная плошча» є пересадковим вузлом зі станцією «Фрунзенская».
Друга та третя черга лінії повинні бути збудовані впродовж 2023—2026 років.

## Перспективи розвитку

### Перша лінія
У далекій перспективі продовження першої лінії на південь до станції «Шчомысліца». Проєктується також відкриття однієї станції на північний схід від «Уручча» до станції «Смаленская». Розглядається продовження лінії до Мінського національного аеропорту у Великодворі.

### Друга лінія
Проєктується відкриття двох станцій другої лінії на сході від станції «Магілёўская»: «Шабаны» і «Трасцянец», які обслуговуватимуть мікрорайон «Шабани», віддалений від міста. Розглядається продовження лінії до Мінського інтернаціонального аеропорту у Великодворі. Планується також відкриття станції «Чырвоный Бор» на заході міста.

### Третя лінія
На третій лінії планується відкриття станцій другої (до кінця 2023 року) та третьої черги (не раніше 2026 року).
До другої черги входять станції: «Аеродромна», «Неморшанський Сад», «Слуцький Гостинець» та нове електродепо «ТЧ-3 Слуцьке» (нині лінію обслуговує ТЧ-2 Могильовське). 
До третьої черги входитимуть станції: «Лагойська», «Зелений Луг»,  «Івана Мележа», «Парк Дружби Народів», «Комаровська», «Переспа» та «Профсоюзна».

### Четверта лінія
Четверта лінія з'єднає мікрорайони Веснянка та Серебрянка у першу чергу. Лінію буде продовжено на південь до мікрорайону Чижківка, а потім сполучено з 3 лінією у Мачулищах, протягнувши лінію метро через віддалений мікрорайон Мінська — Гатово. На північному заході лінія буде проведена на захід у напрямку Ждановичів, до селища Крижівка.

## Галерея

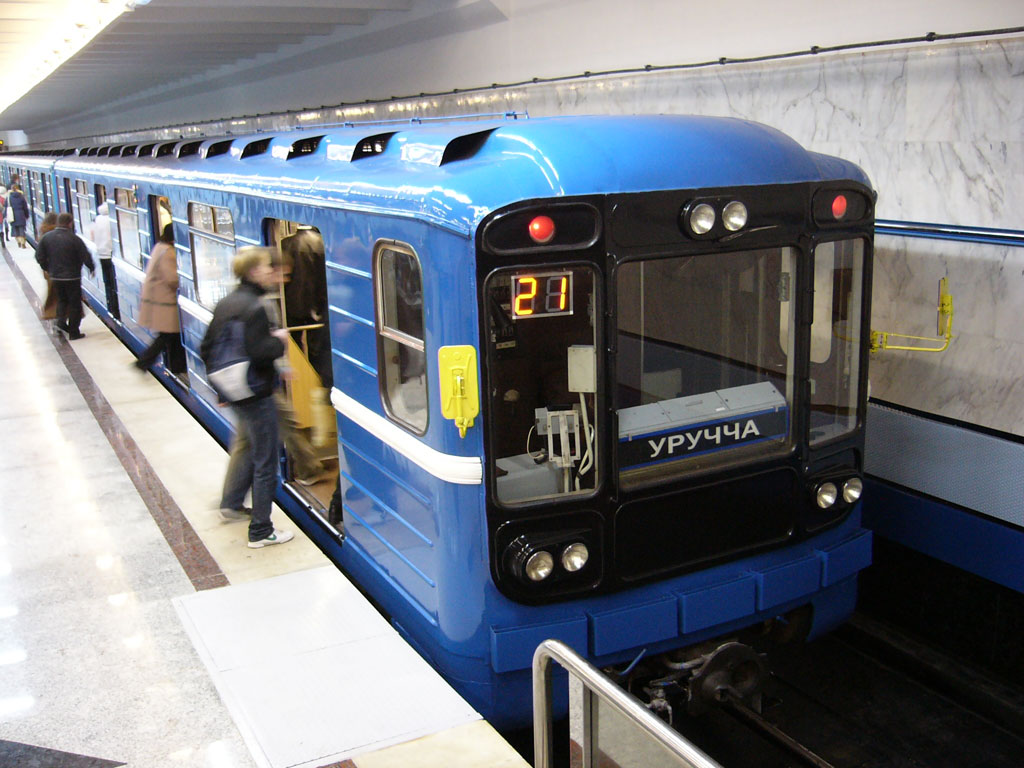
Станція ««Уручча»»
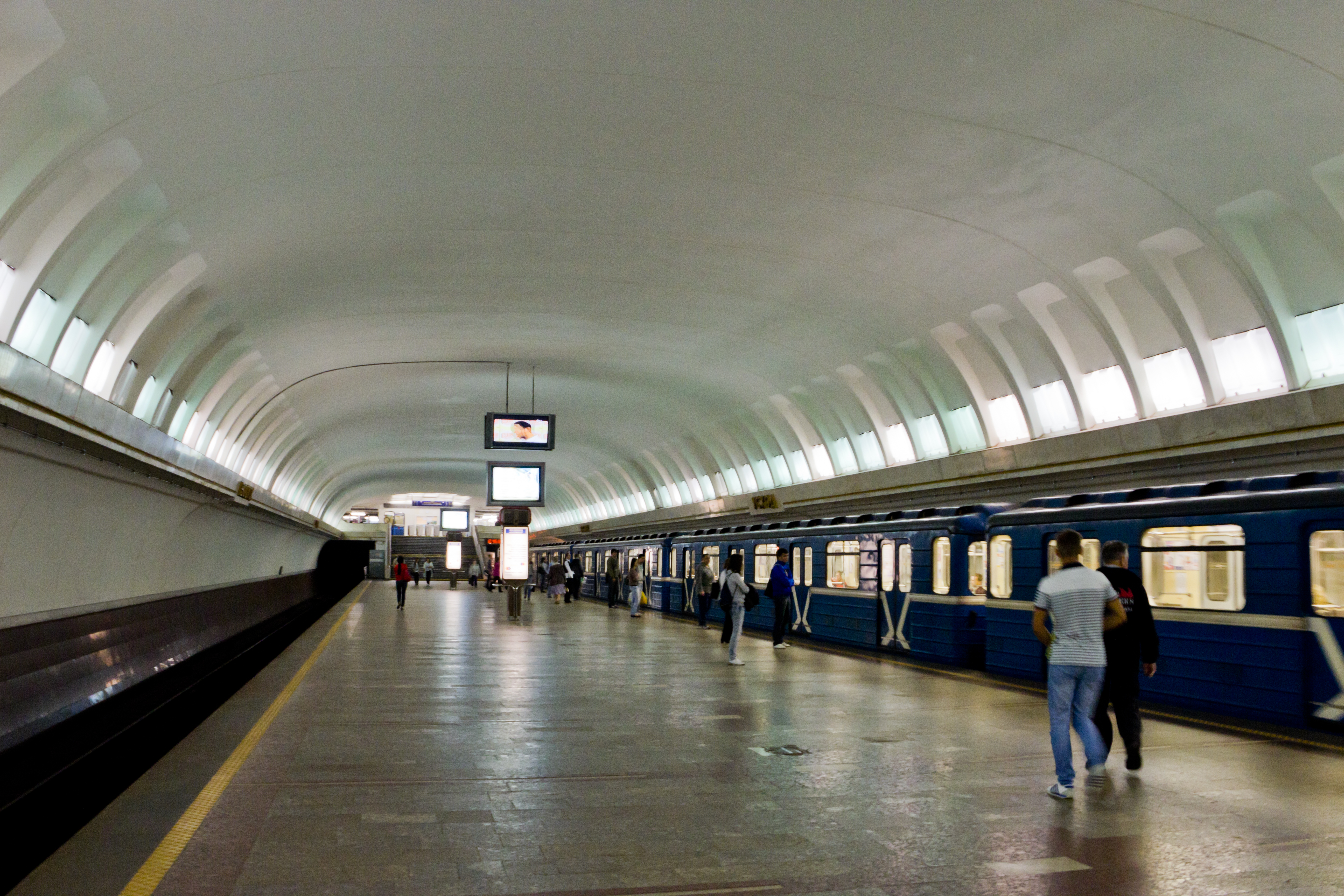
Станція «Усход»
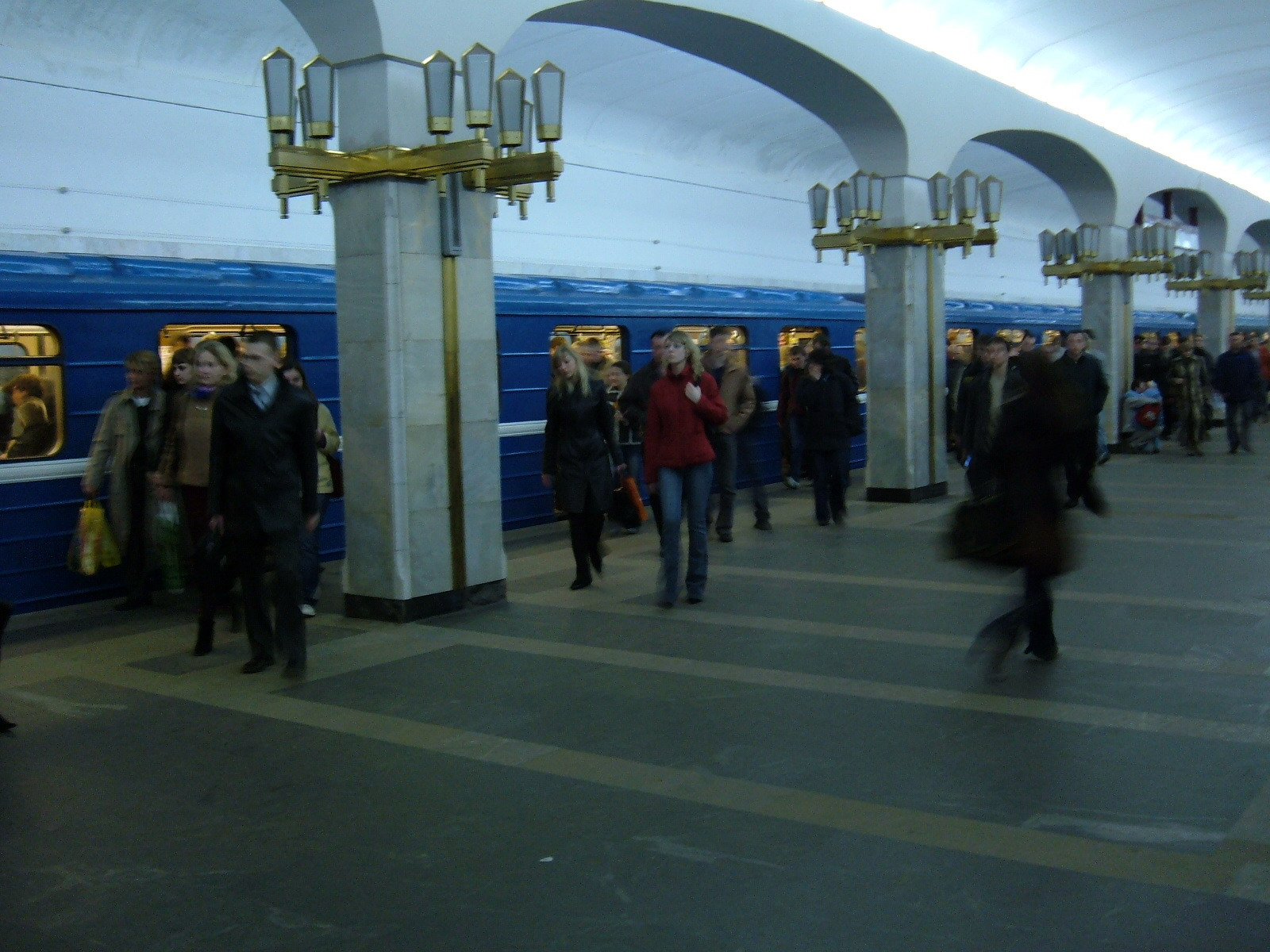
Станція «Пушкінская»
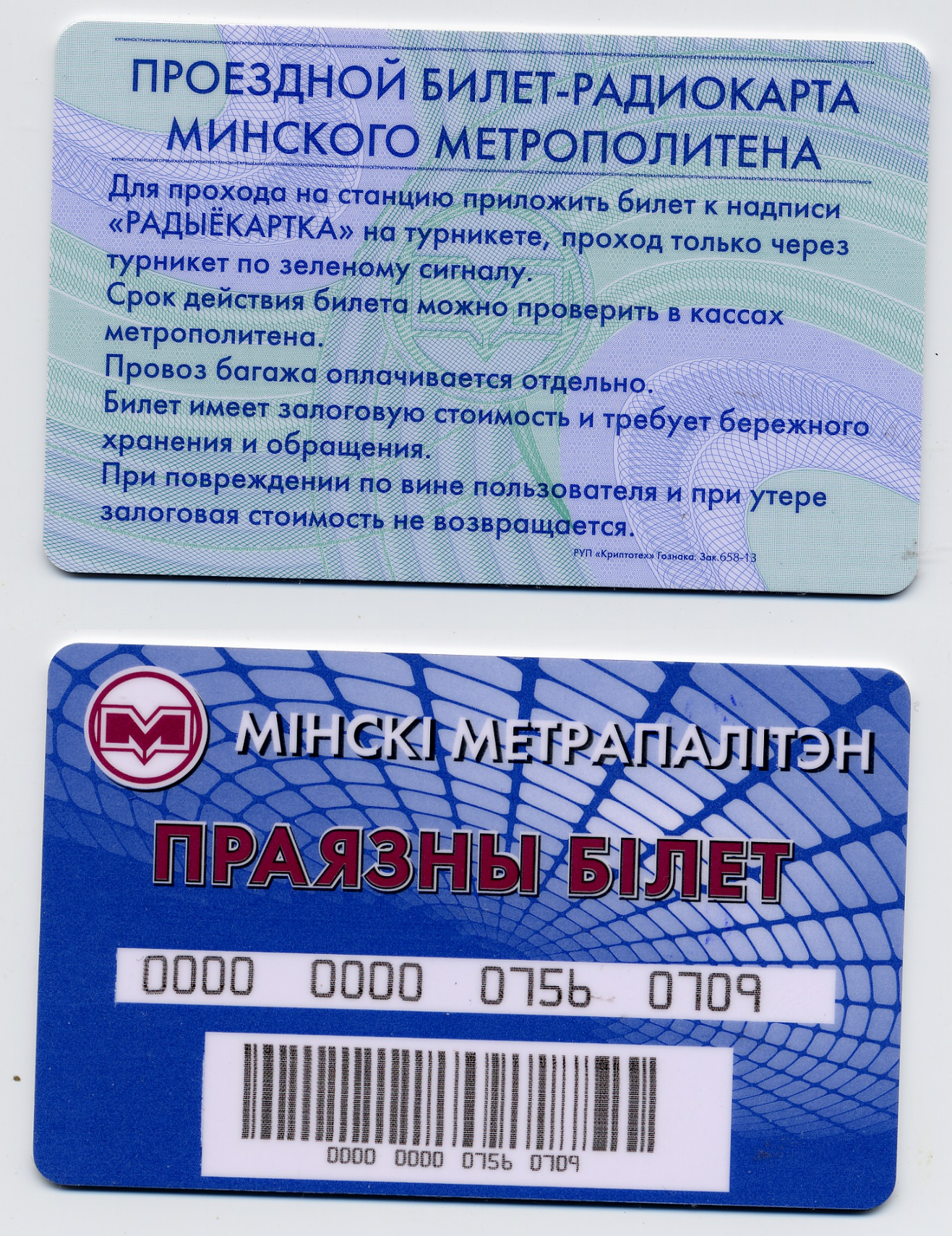
Проїзний документ, (2014)
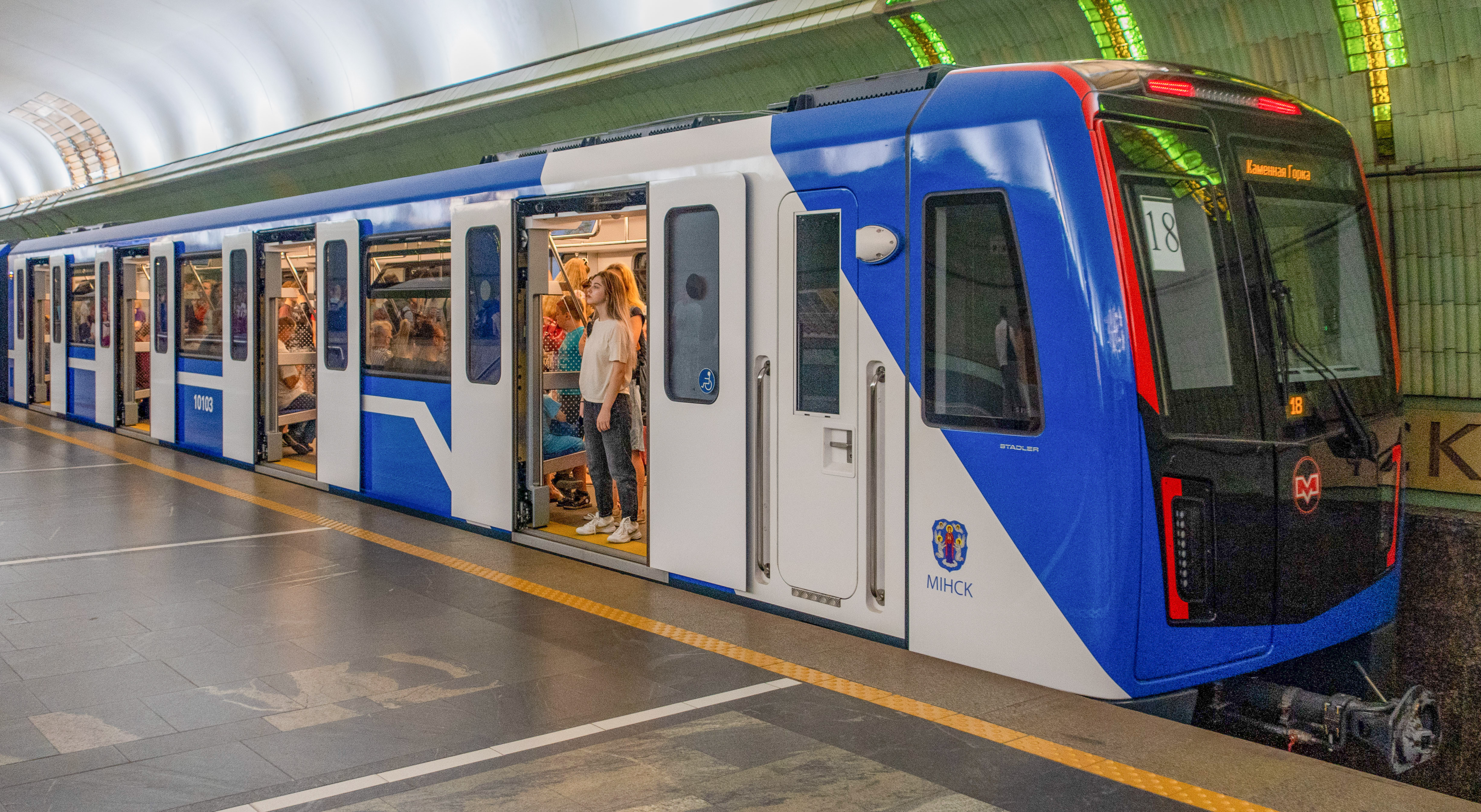
Stadler M110/M111

## Події
17 серпня 1995 року в мінському метрополітені відбувся страйк з вимогою підвищення зарплатні. Впродовж 18-21 серпня 1995 року було звільнено 56 машиністів, слюсарів та електромеханіків — учасників страйку. На їхні місця було взято водіїв приміських електричок та працівників, яких терміново прислали з Москви. Через 5 днів страйк був зупинений спецназом та внутрішніми військами. Указом Олександра Лукашенка була призупинена діяльність Вільної білоруської профспілки. Звільнені машиністи пізніше були відновлені на роботі завдяки заходам Світової конфедерації праці (англ. World Confederation of Labour) і Міжнародної конфедерації вільних профспілок (англ. International Confederation of Free Trade Unions).
30 травня 1999 року під час пивного фестивалю пішла злива, люди намагалися сховатися у переході станції метро. В результаті масової штовханини загинуло 53 особи.
11 квітня 2011 року на станції метро «Жовтнева» стався терористичний акт, в результаті якого загинуло 15 людей.